# Assisi Szent Ferenc-szoborkút
Assisi Szent Ferenc szerzetes szobra Baranya vármegye székhelyén, Pécs városa történelmi városközpontjában található.
Az Assisi Szent Ferenc-szoborkút a ferences rend Pécsett álló temploma, a ferences templom északnyugati oldalával szemközt, a Szent István tér legdélibb részén áll.

## Elnevezései
A pécsiek szeretetét és ragaszkodását fejezi ki, hogy a Szent Ferenc-kút megjelölés mellett, utalva a kompozíció jellegzetességére, az alkotást népnyelvi elnevezéssel is illették, így lett a csobogó másik elnevezése: Galambos kút.

## Alkotók
A talán legihletettebb Assisi Szent Ferenc-ábrázolás Bársony György (névváltozat: Nelhibel György Gyula) szobrászművész alkotása, mely 1938-ban készült el és 1942-ben került fölállításra.

## Anyaga, leírása
A szoborkút talapzata egy köríves vízmedence, csobogóval. A madarakat hűsítő vízkáva szélén két galamb, az egyik vizet kortyol, a másik Szent Ferencet nézi figyelve. A főalak és a galambok bronzból kerültek megformázásra, a körmedence anyaga kváderezés útján díszített mészkő, Nendtvich Andor készítette az alacsony talapzattal együtt, melyen kissé előre hajolva áll az általa alapított szerzetesrend vállra vetett kámzsás habitusában Assisi Szent Ferenc alakja. Jobbjában szelíd mozdulattal egy galambot tart, feléje fordul. A bal keze a példázat szerinti magyarázó mozdulatot mutat.

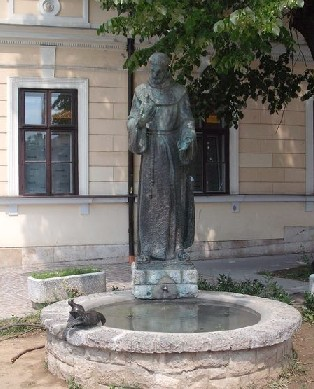
A Galambos kút Pécsett

A pécsi Assisi Szent Ferenc-szoborkút (Galambos kút) azt a jelenetet ábrázolja, amikor a ferences hagyomány szerint Szent Ferenc a Cannara és Bevagna közti úton a madaraknak prédikált. Számos alkotást ihletett a madaraknak prédikáló Szent Ferenc története, többek közt Liszt Ferenc e legenda témájára írt, „Saint François d'Assise, ou la predication aux oiseaux” (Assisi Szent Ferenc, vagy prédikáció a madaraknak) című művét és Giotto festményét az Assisi Szent Ferenc-bazilika kereszthajójában.

## Története, felújítása
Sokáig csonkolt állapotú volt a csobogó, mert a káváról a két galambot ellopták. A Pécs2010 Kulturális Főváros projekt ünnepév tiszteletére Pécs városa felújította, de az egyik galambot ismét ellopták. Egy civil adományozó támogatásával Pécs Megyei Jogú Város Assisi Szent Ferenc évfordulójára, 2010. október 3-ára ismét az eredeti szépségűre állította helyre a szobrot.

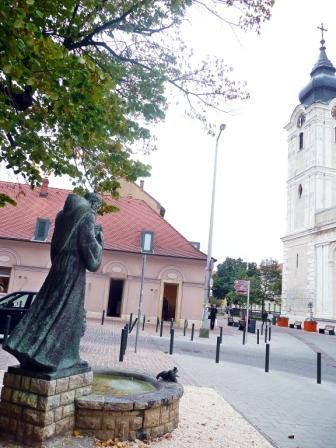
Az Assisi Szent Ferenc-szoborkút Pécsett, a ferences templommal

Az állatvédők, természetvédők és Assisi Szent Ferenc követői és hívei évről évre megemlékezést tartanak október 4-én Pécsett, az Assisi Szent Ferenc-szoborkútnál.

## Külső hivatkozások
- Bársony György szobrászról: Csorba Győző Könyvtár
- Nendtvich Andorról: Magyar Katolikus Lexikon, Pécs
- A legendáról: Fioretti: Assisi Szent Ferenc Virágoskertje
- Liszt Ferenc zeneműve (Saint François d'Assise, ou la predication aux oiseaux): Prédikáció a madaraknak. YouTube

## jegyzetek
1. ↑  Csorba Győző Könyvtár. [2014. október 6-i dátummal az eredetiből archiválva]. (Hozzáférés: 2014. október 5.)